# Деревня (фильм, 2010)
«Дере́вня» (англ. The Village) — немецкий англоязычный фильм 2010 года режиссёра Роберта Зигля.

## Сюжет
За несколько дней до своего 18-летия жительница Берлина Кирстен Шварц узнаёт от анонимного знакомого в интернете, что её родители приёмные, и жив её отец. Об этом знала её сестра Мария, но думала, что Кирстен круглая сирота. Секрет должен был быть раскрыт приёмными родителями как раз в её день рождения. Она приезжает на поезде в родной город Селмен, чтобы выяснить причину волны самоубийств, все из которых совершены девушками в день их 18-летия. Согласно поверию, девушек убивает ведьма Хепзиба, казнённая жителями города в 1509 году.

## В ролях
| Актёр             | Роль              |
| ----------------- | ----------------- |
| Элеонор Томлинсон | Кирстен Шварц     |
| Кристофер Элсон   | Рафаэль           |
| Финн Аткинс       | Мария Шварц       |
| Хелен Муч         | Мелани            |
| Маркета Фрёсслова | Хепзиба           |
| Давид Бамбер      | Доктор Вагнер     |
| Мюррей Мелвин     | Библиотекарь      |
| Кевин Колсон      | Священник Раймонд |
| Кейли Фландерс    | Амелия            |